# Сюзанна Клутьє
Сюзанн Клутьє (Suzanne Cloutier; 10 липня 1923, Оттава — 2 грудня 2003, Монреаль) — канадська кіноакторка (відома за роллю Дездемони у фільмі Орсона Веллса «Отелло» 1951 року, театральний діяч, дружина режисера Пітера Устінова.

## Життєпис
Народилася 1923 року в Оттаві, Канада, в родині канадського політика Едмона Клутьє.
У 1943 році почала кар'єру моделі в Нью-Йорку, отримавши контракт з журналом « Vogue». Незабаром була запрошена до Голлівуду на другорядну роль у фільмі Ірвінга Пічела «Спокуса» (1946). Три роки грала в трупі Чарльза Лотона в театрі «Коронет» на Бродвеї, входила до пересувної трупи Жана Дасте.
У 1949 році кінорежисер Жюльєн Дювів'є запропонував Клутьє головну роль у картині «У небесному королівстві»; фільм показали на Венеціанському кінофестивалі, де актрису помітив Орсон Веллс.

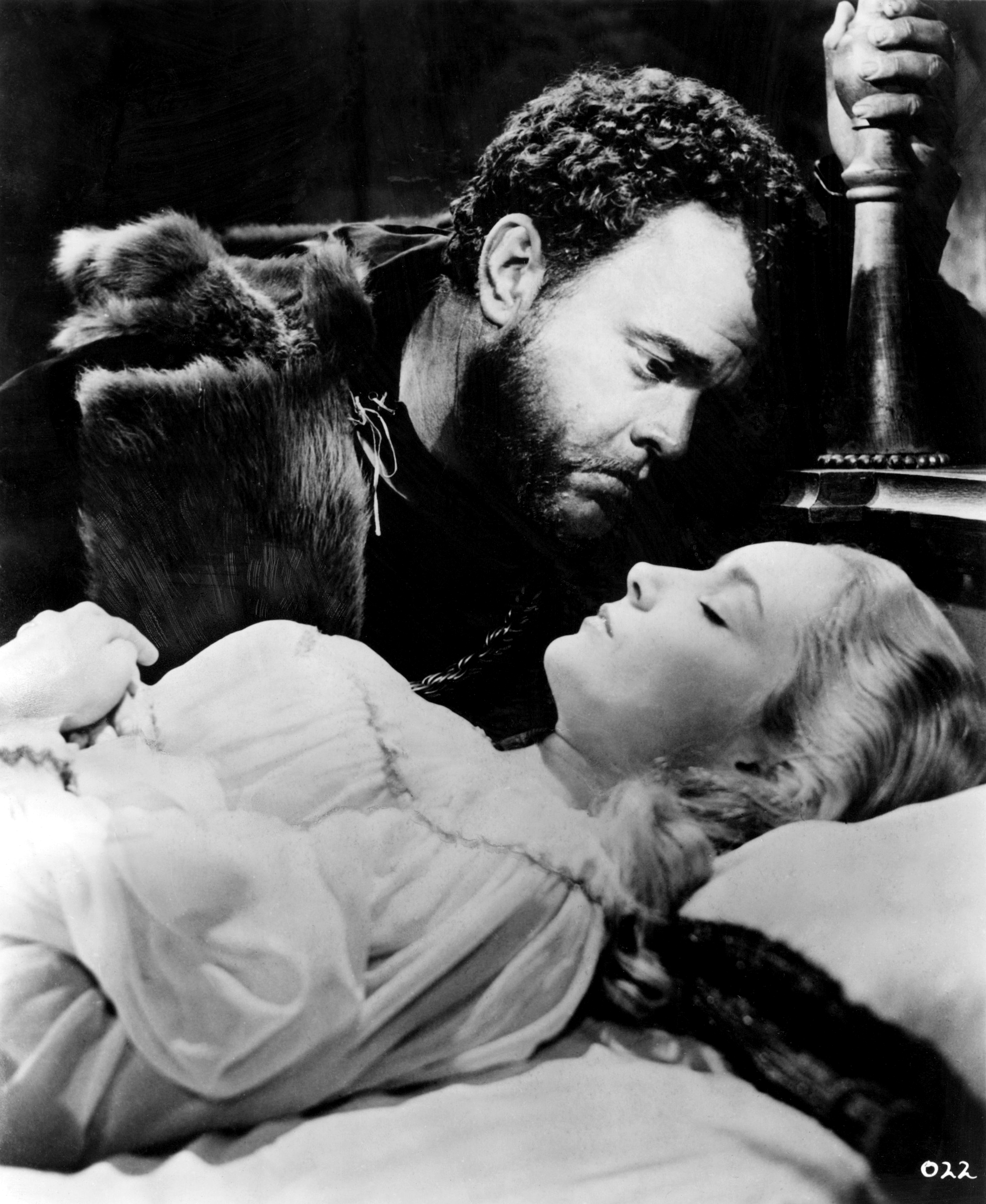
Орсон Веллс у ролі Отелло та Сюзанн Клутьє у ролі Дездемони у фільмі 1951 року « Отелло»

У 1951 році виконала роль Дездемони, що принесла їй популярність, у відзначеній Гран-прі Канського кінофестивалю екранізації 1951 року шекспірівського « Отелло» режисером і актором Орсоном Веллсом, який зіграв у картині заголовну роль. Как писал в «Нью-Йорк таймс» влиятельный кинокритик Бослі Краузер,
«Дездемона Сюзанн Клутьє — красива, тендітна і ніжна дівчина, надзвичайно зворушлива».
У 1950-х роках знялася в кількох фільмах, у тому числі в головних ролях. При цьому, попри укладений контракт із Paramount Pictures, не відмовлялася від роботи в театрі. 1952 року грала в прем'єрній постановці п'єси «Чекаючи на Годо» Семюела Бекета в паризькому театрі «Вавилон», до числа співвласників якого увійшла.

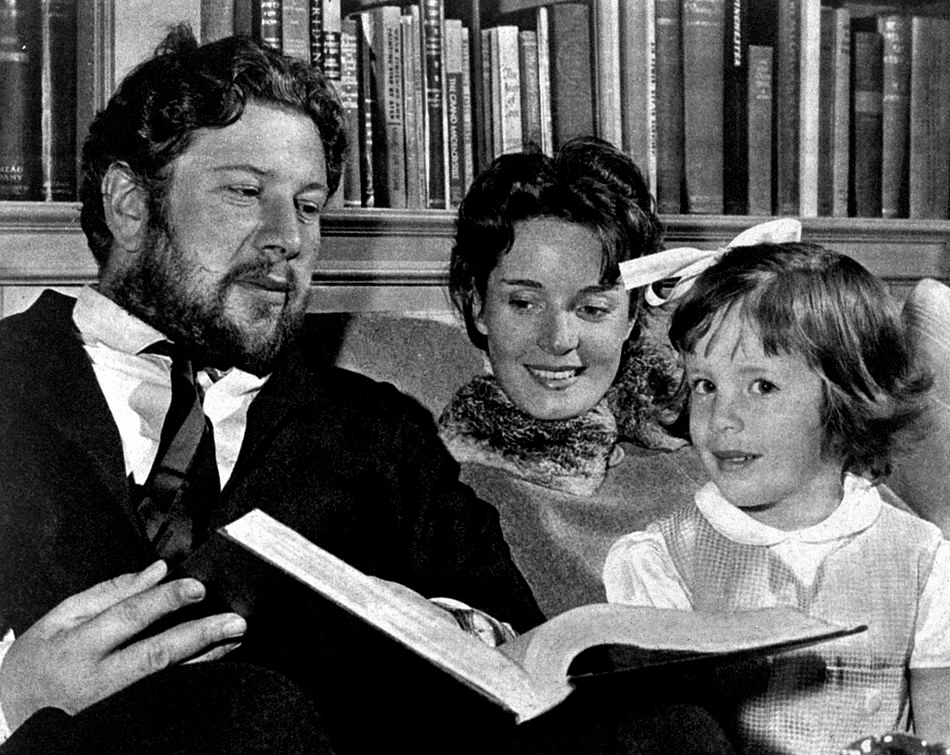
Пітер Устінов та Сюзанн Клутьє з донькою

1953 року брала участь у лондонській постановці п'єси Пітера Устінова — познайомилася з ним і через рік вийшла за нього заміж.
Супроводжувала Устінова в його турне по США. Знялася у фільмі чоловіка «Романов і Джульєтта», брала участь у його роботі, так, саме вона відкрила актора Теренса Стемпа, порадивши чоловікові взяти його на роль у фільмі «Біллі Бадд». Її власна кар'єра актриси зупинилася — у шлюбі з Устіновим Сюзанна народила трьох дітей (дві доньки Павла Устінова та Андреа Устінова та син Ігор Устінов) і зосередилася на їхньому вихованні.
Після розлучення в 1971 році зайнялася продюсуванням театральних вистав, зокрема бродвейської постановки мюзиклу « Волосся». Проживаючи в Парижі, співпрацювала у проєктах з Робертом Вілсоном, Пітером Бруком та іншими театральними режисерами, виступала консультантом кінофестивалів.
Бувши давньою подругою Орсона Веллса, сприяла фінансуванню двох його фільмів, які, однак, так і не вийшли на екран (один, знятий на іранські гроші, був заборонений у Франції, другий — напівміфічний проєкт — був у скороченій версії «дознятий» у 1992 році режисером Хесусом Франком).
Наприкінці життя у 1990-ті роки повернулася до Канади, померла у Монреалі у 2003 році на 82-му році життя.

## Вибрана фільмографія
- 1946 — Спокуса / Temptation — Івонн Дюпон
- 1949 — У небесному королівстві / Au royaume des cieux — Марія Ламбер
- 1951 — Отелло / The Tragedy of Othello: The Moor of Venice — Дездемона
- 1951 — Жюльєтта, або Ключ до сновидінь / Juliette ou la Clé des songes — Жюльєтта
- 1961 — Романов і Джульєтта / Romanoff and Juliet — Марфа Злоточенка
- 1997 — Графиня Батон-Руж / The Countess of Baton Rouge — Віржині Бофорт
- 1998 — Ваша черга, Лаура Кадьє / It's Your Turn, Laura Cadieux — власниця ресторану